# Alternativno gorivo
Alternativna goriva so goriva, znana tudi kot ne-konvencialna goriva in so alternativa konvencionalnim gorivom. To so vsi materiali ali kemične snovi, ki jih lahko uporabimo za gorivo (razen konvencionalnih goriv). Konvencionalna goriva so: fosilna goriva (nafta, oglje, propan in zemeljski plin), ter reaktivni materiali kot na primer uran. Nekateri zelo znani alternativni viri goriv so: biodizel, bioalkoholi (metanol, etanol, butanol), kemično shranjena elektrika (baterije in gorivne celice), vodik, ne-fosilni metan, ne-fosilni zemeljski plin, rastlinsko olje, in drugi biomasni viri. V zadnjem času, predvsem zaradi vse večjega problema odpadkov, se kot alternativno gorivo uporabljajo tudi odpadki z dovolj visokim energetskim potencialom.

## Ozadje
Glavni namen goriva, je shranjevanje energije. Energija mora biti v stabilni obliki, prav tako mora biti tudi preprosto prenešena do mesta predelave. Skoraj vsa goriva, so kemična goriva. Uporabniki jih uporabljamo za opravljanje mehanskega dela, kot je na primer poganjanje motorjev.

## Biogorivo
Biogoriva uvrščamo med obnovljive vire. Čeprav, obnovljivo energijo v glavnem uporabljamo z namenom proizvajanja elektrike, se pogosto pogosto določene oblike obnovljive energije uporablja tudi v namen izdelave alternativnih goriv.

### Biomasa
Biomasa v industriji proizvodnje energije, so živi ali nedavno umrli biološki organizmi. Te organizme, lahko uporabimo kot gorivo ali v industrijske namene.

### Goriva na osnovi alg
Goriva na osnovi alg so močno oglaševana v medijih, kot možna rešitev problema transportiranja surove nafte. Alge bi lahko doprinesle več kot 2000 galon goriva na aker, na proizvodno leto. Gorivo na osnovi alg uspešno testira vojska. Prav tako, pa tudi drugi proizvodi na osnovi alg, kažejo velik potencial. Na primer, plastika na osnovi alg, kaže velik potencial za zmanjšanje količine odpadkov, prav tako je pričakovati da bo cena te plastike nižja od cene navadne plastike.

## Alkoholna goriva
Goriva na osnovi metanola in etanola so tipično, primarni viri energije; ta goriva so priročna za shranjevanje in transportiranje energije. Te alkohole lahko uporabimo tudi v motorjih z notranjim zgorevanjem, kot alternativni vir goriva. Alkoholna goriva, imajo tudi znane prednosti. Butanol je edino znano motorno gorivo katerega lahko hitro transportirajo po že obstoječih cevnih povezavah, katere uporabljajo tudi za naftne proizvode, namesto da uporabljajo tovorna vozila in železniška vozila.

## Vodik
Za vodik kot gorivo, je znano, da ustvarja t. i. vodikovo ekonomijo.

## HCNG
HCNG (oz. H2CNG), je mešanica stisnjenega (kompriniranega) zemeljskega plina (ali CNG) in  4-9 procentnega vodika (H) , z energijo.

## Tekoči dušik
Tekoči dušik je še en tip goriva, ki ne vsebuje nobenih emisiji.

## Stisnjen zrak
Motor na zrak, je batni motor brez emisij, kateri za gorivo uporablja stisnjen zrak. Za razliko od dušika, je cena stisnjenega zraka približno enaka, eni desetini cene nafte. Zato je stisnjen zrak, ekonomično, zelo privlačno alternativno gorivo.

## Alternativna fosilna goriva
Stisnjen zemeljski plin ali CNG, je čistejša alternativa konvencialnemu naftnemu avtomobilskemu gorivu. Energijska učinkovitost takega goriva, je na splošno, enaka energijski učinkovitosti bencinskih motorjev, vendar nižja v primerjavi s sodobnimi dizelskimi motorji. Vozila, ki za pogonsko gorivo uporabljajo stisnjen zemeljski plin, potrebujejo večji rezervoar za gorivo, kot običajna bencinska vozila, saj liter stisnjenega zemeljskega plina zavzame več prostora, kot na primer liter bencina. Skoraj vsa obstoječa bencinska vozila, lahko predelamo v dvo-gorivna (bencin/CNG) vozila. Vendar pa je zemeljski plin, tako kot vsa fosilna goriva, omejen vir goriva in pričakovano je, da bo proizvodnja plina kmalu dosegla svoj vrhunec.

## Jedrska energija
Jedrska energija, je vsaka jedrska tehnologija, ustvarjena z namenom, da izvleče uporabno energijo iz atomskega jedra s pomočjo nadzorovane jedrske reakcije. Najbolj  običajna metoda, dandanes, je jedrska cepitev, obstajajo pa tudi druge metode, katere vključujejo jedrsko zlivanje in radioaktivnost. Vse trenutne metode vključujejo segrevanje delovne tekočine, kot na primer vode, katera je nato pretvorjena v mehanično delo, z namenom ustvarjanja elektrike ali reaktivnega pogona. Danes, je več kot 15 % svetovne električne energije ustvarjene iz jederske energije. Ustvarjenih je bilo že več kot 150 plovil na jedrski pogon in tudi nekaj raket, katere vsebujejo radioaktivne izotope.

## Odpadki
Velika količina in raznovrstnost odpadkov, ki jih ustvarja človeštvo in njihovi potencialno škodljivi vplivi za okolje in zdravje, so botrovali k vse večjemu zavedanju nujnosti varnega odstranjevanja odpadkov. Ena glavnih metod izkoriščanja odpadkov je njihova uporaba kot vira energije. Nekateri odpadki se lahko kot gorivo uporabljajo sami, drugi se z različnimi postopki predelajo v gorivo.
Za pridobivanje energije iz odpadkov se uporablja več tehnologij, ki se v grobe delijo na tri (1):
- Termokemični postopki: sežiganje, piroliza in uplinjanje. Sežiganje je kontroliran sežig odpadkov s ponovnim zajemom toplote kot vira energije, piroliza in uplinjanje pa sta postopka, pri katerih nastane plin, ki se uporablja kot gorivo.
- Biokemični: razkroj organskih snovi v anaerobnem okolju, pri čemer nastane bioplin, ki se uporablja kot gorivo in alkoholna fermentacija za pridobivanje bioetanola.
- Fizikalno kemični: odpadki se z različnimi postopki za izboljšanje fizikalnih in kemičnih lastnosti predelajo v pelete, to pa se uporablja kot gorivo.

Najbolj učinkovito tehnologijo energijskega izkoriščanja odpadkov predstavlja termična obdelava odpadkov, vendar pa so odpadki kot gorivo uporabni le, če imajo dovolj visok energetski potencial. Ta je odvisen predvsem od organske gorljive frakcije in vlažnosti odpadkov (1). Odpadki kot gorivo se uporabljajo predvsem v sežigalnicah, kjer se predelajo v električno ali toplotno energijo in v cementarnah, v katerih nadomeščajo del goriva za proizvodnjo cementa.
V EU odpadki prispevajo pomembno količino obnovljive energije, približno 28 milijard KWh v letu 2006, do leta 2002 naj bi se ta količina povečala na vsaj 67 milijard KWh, potencialno do 98 milijard KWh (2 Arhivirano 2014-04-03 na Wayback Machine.). V Sloveniji je po študiji masnih tokov odpadkov in oceni količin odpadkov, ki jih je potrebno obdelati s termično obdelavo, takšnih odpadkov približno 200.000 ton, kar predstavlja energetski potencial v višini 135 MW (3 Arhivirano 2016-03-04 na Wayback Machine.).